# Eddie Taylor (Gitarrist)

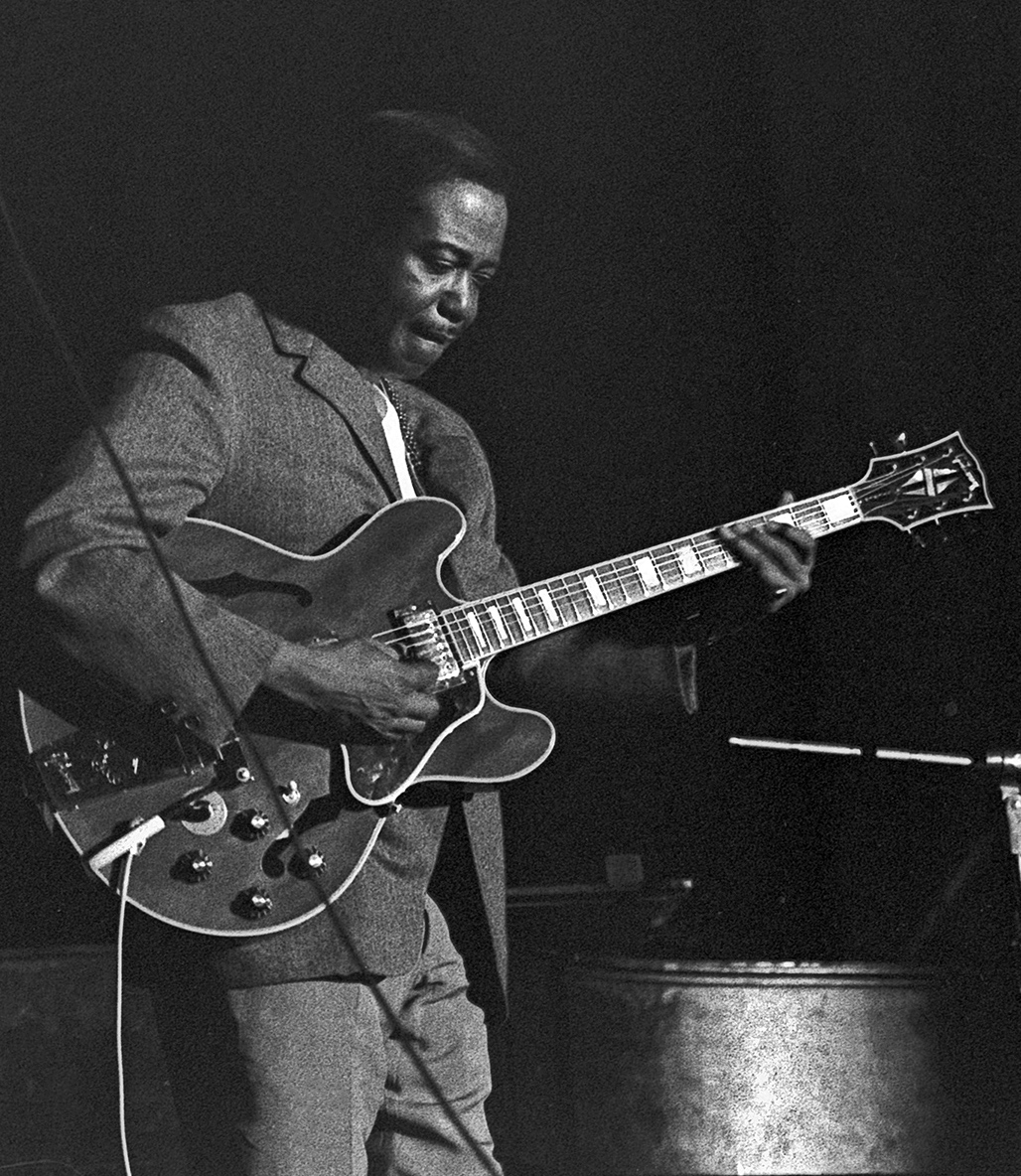
Edding Taylor, 1970

Edward „Eddie“ Taylor (* 29. Januar 1923 in Benoit, Mississippi; † 25. Dezember 1985 in Chicago, Illinois) war ein US-amerikanischer Bluesgitarrist.

## Kindheit und Jugend
Als Kind brachte sich Eddie Taylor das Gitarrespielen selbst bei. Memphis Minnie, die eine ehemalige Klassenkameradin seiner Mutter war und ab und zu als Babysitter bei der Freundin einsprang, brachte den jungen Eddie erstmals mit der Gitarre in Berührung. Zuerst spielte er ein selbstgebasteltes Instrument, bis ihm seine Mutter 1936 für zwölf Dollar eine Gitarre bei Sears & Roebuck bestellte.

## Frühe musikalische Einflüsse
Zu diesem Zeitpunkt hatte er bedeutende Musiker wie Charley Patton, Son House,  Robert Johnson und Big Joe Williams live gesehen. Diese Musiker nahmen Schallplatten auf und sind daher heute noch bekannt. In einem Interview aus den frühen 1970er Jahren erwähnte Eddie Taylor aber auch Musiker wie Popcorn, Nedass und Tango, die ebenfalls einen Einfluss auf ihn ausübten, aber nie Platten herausbrachten. Popcorn zeigte ihm auch einige Stücke auf der Gitarre, als der Teenager sich wieder einmal heimlich in die Kneipen und auf die Housepartys einschlich. Aber er wurde auch durch das Medium Schallplatte und das Radio geprägt: Während im Radio hauptsächlich „Cowboy-Songs“ liefen, hörte er auf den Seeburgs, den damaligen Jukeboxen, Little Brother Montgomery, Tommy McClennan und Peetie Wheatstraw.

## Vom Amateur zum Semiprofi – von Mississippi nach Memphis
Mittlerweile lebte Eddie Taylor mit seinen beiden jüngeren Geschwistern und der Mutter in Stringtown, Mississippi und arbeitete in der Landwirtschaft.
In jungen Jahren trat er in der Gegend um Leland, Mississippi, meist Samstagabend auf, an Straßenecken oder auf Plätzen in der Innenstadt. Sein damaliges Programm bestand aus Liedern von Charley Patton, Arthur Crudup und Peetie Wheatstraw sowie aus einem Mix dieser Stücke, wenn das Repertoire ausgeschöpft war. Falls weißes Publikum anwesend war, spielte Taylor auch Songs von Roy Acuff. Laut eigener Aussage verdiente Taylor zwischen 25 und 30 Dollar die Nacht. 1943 zog er in die Bluesmetropole Memphis. Dort arbeitete er als Lkw-Fahrer für eine Firma, die einen speziellen Vertrag mit der Army hatte, so dass Taylor das Glück hatte, nicht eingezogen zu werden. Er lernte die etwas älteren Gitarristen Johnny Shines und Robert Lockwood Jr. kennen, die schon einen lokalen Bekanntheitsgrad genossen, im Gegensatz zu B. B. King, der - genau wie Eddie Taylor - Mittwochabend bei den wöchentlichen Talentshows auf der Beale Street sich erste Sporen verdiente. Zu dieser Zeit spielten alle Gitarristen noch auf akustischen Instrumenten, weil ein Verstärker und eine E-Gitarre bei Sears & Roebuck mit 120 Dollar einen zu hohen Anschaffungspreis darstellte. Eddie Taylor tätigte dennoch die Investition und gründete eine Band mit Joe Hill Louis und Eddies Bruder Milton am Schlagzeug. Das geschah 1947.

## Chicago – Aufstieg zum Gitarrenstilisten in den 50er Jahren
Zwei Jahre später zog Taylor mit seinem tief im Delta Blues verwurzelten Stil nach Chicago und spielte sofort auf der sehr populären Maxwell Street für Trinkgeld. Natürlich gab es damals sehr viele, sehr gute und sehr bekannte Bluesmusiker in Chicago; daher spielte Eddie Taylor mit seinem Bruder Milton und Jimmie Lee Robinson im „Alibi Club“ für die nicht sehr hohe Gesamtgage von 15 Dollar pro Nacht. Aus diesem Grund arbeitete er in verschiedenen Jobs außerhalb der Musikszene, um seine Grundversorgung zu gewährleisten.
Glücklicherweise traf er in Chicago seinen Freund Jimmy Reed, der schon seit seiner Entlassung aus der Navy hier lebte. Taylor und Reed kannten sich schon aus Jugendtagen und der etwas ältere Eddie hat seinem Freund damals Gitarrenunterricht gegeben. Jimmy Reed stieß zu den anderen Bandmusikern, nachdem Eddie Taylor sagte, er solle sich auf Gesang und Bluesharp konzentrieren und die komplexeren Gitarrenlinien ihm überlassen. Eigentlich spielte also Jimmy Reed in der Band von Eddie Taylor und nicht etwa umgekehrt als beide ihr Plattendebüt 1953 bei „Chance“ und kurze Zeit später bei „Veejay“ machten, allerdings war Jimmy Reed der erfolgreichere, so dass Jimmy Reed mehr Platten veröffentlichte, die weitaus höhere Verkaufszahlen erzielten; trotzdem war Eddie Taylor nach wie vor Bandleader und Arrangeur, Jimmy der Frontman und Liedschreiber. Eddie Taylor spielte bei „Veejay“ mehrere Singles ein: darunter die Titel „Bad Boy“, „Big Town Playboy“ (sein kommerziell erfolgreichster), „Find My Baby“, „Looking for Trouble“.
Obwohl er nie die Bekanntheit mancher seiner Kollegen erreichte, wurde er ein fester Bestandteil der Chicagoer Bluesszene. So spielte er 1953 mit der Muddy Waters Band im „Zansibar Club“ in Chicago, 1956 mit Elmore James bei „Silvio's“, dem bevorzugten Bluesclub von Howlin’ Wolf. Bekannt wurde er aber vor allem als Begleiter von Jimmy Reed, mit dem er ab 1955 bis in die sechziger Jahre quer durch die USA bis nach Mexiko tourte, und durch seine Zusammenarbeit mit John Lee Hooker, mit dem er zwischen 1954 und 1957 ins Studio ging und durch die USA tourte. Neben seiner Tätigkeit bei Jimmy Reed fand er 1963/64 genug Zeit sowohl mit der Paul Butterfield Blues Band oder Floyd Jones zu spielen.

## Die Zeit nach Veejay
Nachdem das Label „Veejay“ den Bankrott erklärt hatte, wechselte Jimmy Reed zum Label „Bluesway“, bei dem er mit Eddie Taylor als Bandleader zwischen 1966 und 1968 etliche Singles und Alben veröffentlichte. Aber Taylor war nicht nur ein begehrter Gitarrist in den Studios, sondern ebenso als E-Bassist gefragt. Ein Beispiel dafür ist das Homesick James Album „Blues from the Southside“ auf „Prestige Records“ von 1964. 1966 spielte Taylor ein Album unter eigenen Namen für das Label „Testament“ in Chicago ein. 1968/69 tourte er oft durch Europa mit John Lee Hooker und dem AFBF 1968. 1969 begleitete er zusammen mit Pinetop Perkins, Jimmy Dawkins und anderen den Bluesharpspieler und Sänger Carey Bell auf dessen Plattendebüt als Frontman „Carey Bell's Bluesharp“ auf „Delmark Records“. Diese Platte - in Chicago aufgenommen - war etwas rau und klang eher nach einer Session, aber hatte dennoch hörenswerte Musik zu bieten.

## Der Solokünstler und Sideman seit den 1970er Jahren
Seine beste Platte war aber die hervorragende LP „I Feel so Bad“, erschienen 1972 auf dem Label ‚Advent‘ (aufgenommen in Hollywood). Außer Eddie Taylor spielten hier keine Chicago Bluesmen, sondern eher West Coast Bluesmusiker wie George Smith und der aus Louisiana stammende Gitarrist Phillip Walker oder der Swingpianist Jimmy Jones (1918–82), der mit den Sängerinnen Sarah Vaughan und Ella Fitzgerald gespielt hatte. Wahrscheinlich beflügelte es aber Taylor sich auf einen anderen Stil einzulassen bzw. selbst andere Wege vorzugeben. Acht der zwölf Titel waren Eigenkompositionen, unter anderem der funky soul Blues „There'll Be a Day“, das Akustiksolo „Stroll Out West“, welches Taylor bereits 1957 schon einmal für Veejay aufgenommen hatte und „Catfish Blues“ von Robert Petway als Vorbild hatte, aber damals nicht veröffentlicht worden war und der mid-tempo-Blues „Sitting Here Thinking“. In den Coverversionen zollt Eddie Taylor Jimmy Reed mit „Going Upside Your Head“,  Robert Johnson mit „Stop Breaking Down“, Robert Nighthawk mit „Jackson Town“ und Charley Patton mit „Bullcow Blues“ Tribut. Das Zusammenspiel der Band – besonders der beiden abwechslungsreichen Gitarristen – gefällt sehr.
Anfang der 1970er Jahre spielte Taylor ab und an für Livegigs bei der Band des Bluesdrummers Sam Lay. 1973 war er Gast auf dem „Ann Arbor Bluesfestival“ und besuchte mit dem „Chicago Blues Festival“ erneut Europa. Im April 1974 tourte er – dieses Mal mit den American Blues Legends – ein weiteres Mal durch Europa und nahm für die englische Plattenfirma „Big Bear Records“ auf. Auf diesen Aufnahmesessions wurde er unter anderem von Pete York und dem Pianisten Bob Hall, der ein sehr frühes Mitglied von Savoy Brown und den Groundhogs war, begleitet. Diese Sessions brachte gute Versionen von Drifting Slims „My Little Machine“ und eine jazzige Version von „Ready for Eddie“ hervor.
Im „Savoy Club“ von San Francisco kam es im Todesjahr von Jimmy Reed (1976) noch einmal zu einer erneuten Zusammenarbeit zwischen den beiden Blueslegenden. Im darauf folgenden Jahr spielte Taylor wieder in Europa und sogar in Japan: Er spielte mit den Aces (Odie Payne, Louis und Dave Myers), die ursprünglich Fenton Robinson begleiten sollten, dem aber auf Grund von Visumproblemen die Einreise verwehrt worden war. Von dieser Tour ist eine CD auf dem Label „Blind Pig“ erschienen.
1980 nahm er für „L+R Records“ (Lippmann und Rau) eine LP auf, u. a. mit Hubert Sumlin, Sunnyland Slim, Carey Bell in Chicago. Im gleichen Jahr tourte er im Rahmen des American Folk Blues Festivals durch Europa und spielte fast bis zu seinem Tod Clubgigs und Festivalauftritte in Chicago, aber sehr oft auch in New York City.

## Gitarrenstil
Eddie Taylor war ein Daumenpickspieler. Er spielt sowohl E-Gitarre als auch akustische Stahlsaitengitarre. In der Regel ist die Gitarre normal gestimmt, aber besonders bei akustischen Stücken ist das Instrument oft auf einen offenen Akkord gestimmt.

## Sonstiges
Eddie Taylor starb 1985. Er wurde in Alsip, Illinois, beigesetzt.
Sein Sohn Eddie Taylor Junior, (1966–2019), war als Bluesgitarrist in Chicago aktiv und spielte im Stil seines Vaters, allerdings ohne allzu großen kommerziellen Erfolg.